# Imagine (album)
Imagine er det andet studiealbum med John Lennon efter The Beatles' opløsning. Albummet er fra 1971 og adskiller sig fra forgængeren John Lennon/Plastic Ono Band ved at være mere gennemproduceret, hvor debutalbummet var ret råt i sit udtryk. Albummet er det mest populære af hans soloalbum, og titelsangen anses for at være en af hans bedste sange. I 2012 blev albummet valgt som nummer 80 på Rolling Stone's 500 Greatest Albums of All Time.

## Numre
Alle sange skrevet af John Lennon, bortset fra "Oh My Love" af Lennon og Yoko Ono.
| 1. | "Imagine" | 3:01 |
| 2. | "Crippled Inside" | 3:47 |
| 3. | "Jealous Guy" | 4:14 |
| 4. | "It's So Hard" | 2:25 |
| 5. | "I Don't Want to Be a Soldier" (Denne sang kendes også under titlerne "I Don't Wanna Be a Soldier Mama I Don't Wanna Die" og "I Don't Wanna Be a Soldier Mama".) | 6:05 |

| 1. | "Gimme Some Truth"  | 3:16 |
| 2. | "Oh My Love"        | 2:50 |
| 3. | "How Do You Sleep?" | 5:36 |
| 4. | "How?"              | 4:43 |
| 5. | "Oh Yoko!"          | 4:20 |